# Рэнсем-Кути, Оликое
Оликое Рэнсем-Кути (англ. Olikoye Ransome-Kuti, 30 декабря 1927, Иджебу-Оде, Огун — 1 июня 2003) — педиатр, активист и министр здравоохранения Нигерии.

## Ранние годы и образование

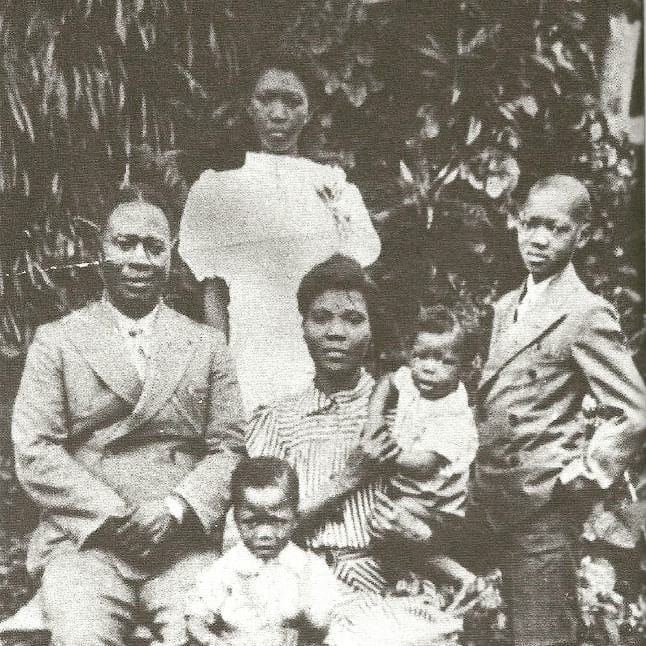
Преподобный Исраэль и вождь Фунмилайо возле него; Долу позади, а Фела на переднем плане; ребёнок на руках Беко; Оликое справа.

Оликое Рэнсем-Кути родился в Иджебу-Оде 30 декабря 1927 года на территории современного штата Огун, Нигерия. Его мать, вождь Фунмилайо Рэнсем-Кути, была видным политическим деятелем и активистом за права женщин, а его отец, преподобный Исраэль Олюдотун Рэнсем-Кути, протестантский священник и директор школы, был первым президентом Союза учителей Нигерии. Его брат Фела стал популярным музыкантом и основателем Afrobeat, а другой брат, Беко, стал всемирно известным врачом и политическим активистом. Рэнсем-Кути учился в гимназии Абеокута, Ибаданском университете и Дублинском Тринити-колледже (1948–1954).

## Карьера
Рэнсем-Кути был домашним врачом в больнице общего профиля в Лагосе. Он был старшим преподавателем в Университете Лагоса с 1967 по 1970 год и был назначен директором по охране здоровья детей в Медицинском колледже Университета Лагоса, а с 1968 по 1976 год стал заведующим кафедрой педиатрии. Он был профессором педиатрии в Медицинском колледже Лагосского университета до выхода на пенсию в 1988 году. Он работал старшим врачом в больнице Грейт-Ормонд-стрит в Лондоне и местоблюстителем в больнице Хаммерсмит в 1960-х годах.
В 1980-х он присоединился к правительству генерала Ибрагима Бабангиды в качестве министра здравоохранения. В 1983 году вместе с двумя другими нигерийцами он основал одну из крупнейших в Нигерии неправительственных организаций, занимающихся вопросами здравоохранения, — Общество здоровья семьи Нигерии, которое в то время в первую очередь занималось планированием семьи и услугами по охране здоровья детей. В 1986 году он сообщил о первом случае СПИДа в Нигерии, у 14-летней девочки, у которой был диагностирован ВИЧ. Он был министром до 1992 года, когда он присоединился к Всемирной организации здравоохранения как заместитель Генерального директора ВОЗ.
Он занимал различные преподавательские должности, в том числе приглашённого профессора в школе гигиены и общественного здравоохранения Университета Джонса Хопкинса в Балтиморе. Он много писал для медицинских журналов.
Оликое получил премию Фонда Леона Бернара и премию Мориса Пейта в 1986 и 1990 годах соответственно.

## Смерть
Рэнсем-Кути умер 1 июня 2003 года. У него остались 50-летняя жена Соня и трое детей.